# Fast X
Fast X (bra: Velozes & Furiosos 10; prt: Velocidade Furiosa X) é um filme de ação americano dirigido por Louis Leterrier e escrito por Justin Lin e Dan Mazeau. É a sequência de F9 (2021), servindo como o décimo primeiro longa-metragem da série The Fast and the Furious. O filme é estrelado por Vin Diesel, Michelle Rodriguez, Jason Statham, Tyrese Gibson, Chris "Ludacris" Bridges, Jordana Brewster, Nathalie Emmanuel, Sung Kang, Michael Rooker, Charlize Theron, Jason Momoa, Daniela Melchior, Brie Larson e Alan Ritchson.
Em novembro de 2014, foi confirmado que haveria pelo menos mais três filmes na franquia após Furious 7 (2015). Em outubro de 2020, foi revelado que a série principal, conhecida como The Fast Saga, terminaria com uma décima e uma décima primeira parcela, com Lin retornando à direção e o elenco principal anexado. O título oficial do filme foi revelado quando fotografia principal começou em abril de 2022. Lin deixou o cargo de diretor no final daquele mês, citando diferenças criativas, embora permaneça como produtor; Leterrier foi contratado como seu substituto uma semana depois.
Fast X teve sua première no Coliseu em Roma, Itália em 12 de maio de 2023 e foi lançado nos Estados Unidos em 19 de Maio de 2023, pela Universal Pictures. O longa não foi tão bem recebido pela crítica, que criticou o roteiro e alguns efeitos visuais, porém a atuação de Jason Momoa foi elogiada. O filme foi um sucesso moderado nas bilheterias, embora não tenha lucrado o suficiente para recuperar o investimento do estúdio, devido à seu orçamento elevado.

## Enredo
Dominic Toretto e sua equipe são solicitados pela Agência a roubar um chip de computador durante seu transporte em Roma. Dom e sua esposa Letty Ortiz ficam para trás com seu filho Brian "Little B", enquanto o resto da equipe, composta por Roman Pearce, Tej Parker, Han Lue e Ramsey, viaja para Roma. Cipher, ferida, chega à casa de Dom e informa a ele e a Letty que Dante Reyes, filho do traficante Hernan Reyes, virou sua equipe contra ela e os está usando para atingir Dom como vingança pela morte de seu pai e pela perda da fortuna de sua família, dez anos antes. Quando Ninguénzinho diz que não há missão da Agência em Roma, Dom e Letty percebem que Dante armou contra eles e vão resgatar a equipe.
Em Roma, Dante lança uma bomba de bola de metal nas ruas. Dom a empurra para o rio Tibre, minimizando os danos, mas Letty é presa. O agente Aimes, o líder de facto da Agência desde o desaparecimento do Sr. Ninguém, acredita que Dom e sua equipe são os responsáveis pelo atentado e inicia uma caçada. Em Los Angeles, o irmão de Dom, Jakob, resgata Brian e Mia, irmã dele e de Dom, e com a aprovação dela, leva Brian para um local secreto em Portugal, onde aguardarão Dom. A filha do Sr. Ninguém, Tess, está convencida da inocência da equipe e usa o Olho de Deus para encontrar Dom em Nápoles, informando-o que Dante está no Rio de Janeiro.
Lá, Dom confronta Dante e conhece Isabel Neves, irmã da falecida mãe de Brian, Elena. Tess visita Letty no local secreto e a fere secretamente para mandá-la para o centro de tratamento da prisão, onde Letty encontra Cipher. Elas descobrem que o local está localizado na Antártica e devem trabalhar juntas para escapar. Em Londres, a equipe de Dom pede ajuda a Deckard Shaw, que inicialmente reluta, porém decide ajudá-los ao descobrir que sua mãe também se tornou um alvo de Dante.
Aimes une forças com Dom para lutar contra Dante. Dante localiza Brian em Portugal, resultando em uma perseguição onde ele alcança Jakob e Brian e o sequestra. Enquanto Dom é encurralado por mercenários, Jakob se sacrifica para eliminá-los, permitindo que Dom resgate seu filho. Aimes é revelado como um agente duplo que trabalha para Dante; Quando Roman, Tej, Han e Ramsey chegam de avião para ajudar Dom, Dom diz a Roman para virar o avião, mas Aimes abate o avião, aparentemente matando-os. Dom dirige para fora da represa em que estão para evitar a armadilha de Dante, mas Dante tem a represa equipada com explosivos e os ativa, deixando os destinos de Dom e Brian desconhecidos. Na Antártica, Gisele Yashar, que foi dada como morta, emerge em um submarino para resgatar Letty e Cipher.
Em uma cena no meio dos créditos, Dante liga para Luke Hobbs para dizer que ele é o próximo alvo por matar seu pai.

## Elenco
- Vin Diesel como Dominic "Dom" Toretto: Um ex-corredor de rua criminoso e profissional que se aposentou e se estabeleceu com sua esposa, Letty, e seu filho, Brian Marcos.[10]
- Michelle Rodriguez como Letty Ortiz: A esposa de Dom e uma ex-corredora de rua e criminosa profissional.[10]
- Jason Statham como Deckard Shaw: Um ex-adversário de Dom e sua equipe, que mais tarde se tornou um novo membro depois de salvar seu filho.[11]
- Tyrese Gibson como Roman Pearce: Um ex-delinquente habitual, experiente corredor de rua e membro da equipe de Dom.[10]
- Chris "Ludacris" Bridges como Tej Parker: Um mecânico e hacker de Miami e membro da equipe de Dom.[10]
- John Cena como Jakob Toretto: O irmão de Dom e Mia e mestre ladrão, assassino e motorista de alto desempenho que já trabalhou como agente desonesto para Sr Ninguém.[12][13][14]
- Jordana Brewster como Mia Toretto: A irmã mais nova de Dom e Jakob e um membro de sua equipe que se estabeleceu com seu parceiro, Brian O'Conner, e seus dois filhos.[10]
- Nathalie Emmanuel como Ramsey: Uma hacker de computador britânica e um membro da equipe de Dom.[10]
- Sung Kang como Han Lue: Um membro da equipe de Dom que fingiu sua morte com a ajuda do Sr. Ninguém.[15]
- Brie Larson como Tess: A filha do Sr. Ninguém e uma representante de sua agência que se alia a Dom e sua equipe.[16]
- Scott Eastwood como Eric Reisner / Little Nobody: Um agente da lei que já ajudou Dom no passado.[17]
- Michael Rooker como Buddy: Um mecânico de automóveis que era membro da equipe de pit stop do pai de Dom e cuidou de Jakob após a morte de seu pai.[18]
- Helen Mirren como Magdalene "Queenie" Ellmanson-Shaw: a mãe dos ex-inimigos de Dom Deckard e Owen, e a agente do MI6 Hattie.[19]
- Charlize Theron como Cipher: Uma gênia do crime e ciberterrorista que é inimigo da equipe de Dom.[15]

Além disso Cardi B reprisa seu papel como Leysa de F9 (2021). Jason Momoa foi escalado como o vilão do filme, descrevendo o personagem como "sádico", "extravagante" e "como um pavão" e afirmou que jogaria contra o tipo, que incluía ganhar peso, enquanto Daniela Melchior, Alan Ritchson, e Rita Moreno foi escalada como a avó de Dominic.

## Produção

### Desenvolvimento
Em Novembro de 2014, a presidente da Universal Pictures, Donna Langley, disse que haveria pelo menos mais três filmes na franquia após Furious 7 (2015). Em Abril de 2017, o produtor Neal H. Moritz afirmou que o décimo filme serviria como o final da franquia com Chris Morgan como roteirista. Em Outubro de 2017, Justin Lin entrou em negociações para dirigir o nona e décimo filme, então sem título, depois de dirigir quatro filmes anteriores da série. Em Fevereiro de 2020, Vin Diesel deu a entender que o filme poderia ser dividido em duas partes. Em Abril de 2022, um novo rascunho do roteiro foi escrito por Justin Lin e Dan Mazeau.

### Pré-produção
Em Junho de 2021, Diesel revelou que Cardi B reprisaria seu papel como Leysa no Décimo filme, depois que a personagem estreou em F9 (2021). Mais tarde naquele mês, Diesel anunciou que o filme seria dividido em duas partes culminando na franquia, com a filmagem principal começando em Janeiro de 2022 e ocorrendo consecutivamente. Em Dezembro de 2021, Dwayne Johnson descartou reprisar seu papel no filme após chamar a publicação Instagram de Vin Diesel como "manipuladora". Em Janeiro de 2022, Jason Momoa foi escalado como vilão do filme. Em Março, Daniela Melchior se juntou ao elenco em um papel sem nome. Em Abril de 2022, Diesel anunciou que Brie Larson se juntou à "La Familia".

### Filmagens
As filmagens principal começou em 20 de abril de 2022, com o título oficial do filme revelado como Fast X e os membros do elenco Michelle Rodriguez, Tyrese Gibson, Ludacris, Jordana Brewster, Nathalie Emmanuel, Sung Kang e Charlize Theron, todos confirmados para reprisar seus papéis. De acordo com Diesel, um rascunho anterior excluiu a personagem de Brewster, que ele logo foi recusado. No dia seguinte, Michael Rooker foi confirmado para reprisar seu papel como Buddy de F9 (2021). O orçamento de produção do filme é estimado em US$ 300 milhões, com mais de US$ 100 milhões destinados aos salários do elenco.
Uma semana após o início das filmagens, Justin Lin deixou o filme como diretor devido a "diferenças criativas", deixando a produção temporariamente paralisada. No entanto, Lin permanecerá a bordo como produtor. Relatórios posteriores alegaram que Lin entrou em conflito no set com Diesel, que supostamente chegaria tarde e não saberia suas falas. Lin também ficou chateado com as reescritas de seu roteiro, bem como a mudança de locais de filmagem e um dos vilões do filme ainda não foi escalado. Com um diretor de segunda unidade a produção permaneceu em andamento no Reino Unido enquanto o estúdio procurava um diretor substituto. A Universal Pictures teria gasto cerca de US$ 1 milhão por dia para manter a produção pausada. F. Gary Gray que dirigiu The Fate of the Furious (2017) e David Leitch que dirigiu Hobbs & Shaw (2019), foram considerados pelo estúdio para substituir Lin, no entanto, nenhum deles provavelmente iria intervir devido a compromissos com outros projetos. O diretor de Furious 7 (2015), James Wan, que chegou a ser considerado para dirigir The Fate of the Furious (2017), mas recusou devido à sua extenuante experiência no projeto, também foi considerado uma "opção viável", mas também está vinculado a compromissos. A Variety informou que a contratação de um diretor de "lista A" não era provável sem mudanças drásticas no roteiro e que a Universal poderia recorrer a um diretor de segunda unidade que seja "bem versado em filmes de ação de grande orçamento". Em 2 de Maio de 2022, Louis Leterrier foi anunciado como substituto de Lin. Leterrier já tinha um relacionamento previamente estabelecido com o estúdio e começará a filmar em Londres assim que a programação e as considerações contratuais forem confirmadas.

## Lançamento
Fast X foi lançado em 19 de Maio de 2023 nos Estados Unidos. Em Fevereiro de 2016, Vin Diesel anunciou as datas iniciais de lançamento do Nono e Décimo filmes, com o Décimo Filme inicialmente programado para ser lançado em 2 de Abril de 2021. Depois que F9 (2021) foi adiado para a data de lançamento do Décimo Filme devido à Pandemia do COVID-19, a data de lançamento do décimo filme foi adiada indefinidamente. Em Junho de 2021, Diesel anunciou uma data de lançamento prevista para Fevereiro de 2023. Naquele Agosto o filme foi anunciado oficialmente para ser lançado em 7 de Abril de 2023. Em Dezembro, o filme foi adiado para a data de Maio de 2023.

## Sequência
Uma sequência intitulada Fast X: Parte 2 que tem a previsão de lançamento para 2026 já está sendo desenvolvido junto com o Fast X: Hobbs and Reyes, um filme solo do personagem Luke Hobbs interpretado por Dwayne Johnson e Dante Reyes de Jason Momoa que está previsto para sair em 2026.